# Циємові
Циємові (Cyematidae) — родина морських риб ряду мішкоротоподібних (Saccopharyngiformes).
Поширені в Атлантичному, Індійському та Тихому океанах. Зустрічаються в батипелагічній зоні.
Тіло відносно коротке, стиснуте з боків. Кінчик хвоста тупий, є хвостовий плавець. Пори бічної лінії відсутні. Очі маленькі, залишкові. Верхня щелепа наявна. Довжина до 15 см.
Родина включає 2 монотипних роди:
- Рід Cyema  Günther, 1878
  - Cyema atrum  Günther, 1878
- Рід Neocyema  Castle, 1978
  - Neocyema erythrosoma  Castle, 1978

Рід Neocyema виділяють як окрему родину Neocyematidae.